# Evansville (Illinois)
Evansville és una vila dels Estats Units a l'estat d'Illinois. Segons el cens del 2000 tenia 724 habitants.

## Demografia
Segons el cens del 2000, Evansville tenia 724 habitants, 298 habitatges, i 191 famílies. La densitat de població era de 377,8 habitants/km².
Dels 298 habitatges en un 29,5% hi vivien nens de menys de 18 anys, en un 50% hi vivien parelles casades, en un 8,1% dones solteres, i en un 35,6% no eren unitats familiars. En el 31,2% dels habitatges hi vivien persones soles el 16,4% de les quals corresponia a persones de 65 anys o més que vivien soles. El nombre mitjà de persones vivint en cada habitatge era de 2,38 i el nombre mitjà de persones que vivien en cada família era de 3,01.
Per edats la població es repartia de la següent manera: un 24,9% tenia menys de 18 anys, un 5,7% entre 18 i 24, un 29,1% entre 25 i 44, un 21,3% de 45 a 60 i un 19,1% 65 anys o més.
L'edat mediana era de 37 anys. Per cada 100 dones de 18 o més anys hi havia 92,9 homes.
La renda mediana per habitatge era de 32.292 $ i la renda mediana per família de 41.719 $. Els homes tenien una renda mediana de 32.500 $ mentre que les dones 20.208 $. La renda per capita de la població era de 20.194 $. Aproximadament el 7% de les famílies i el 14% de la població estaven per davall del llindar de pobresa.

## Poblacions properes
El següent diagrama mostra les poblacions més properes.